# نصير إسماعيل
نصير إسماعيل (ولد في 10 تموز / يوليه 1975) هو رياضي سابق من جزر المالديف تنافس في ركض المسافات المتوسطة والمسافات الطويلة. كان يمثل بلاده في اثنتين على التوالي من دورات الألعاب الأولمبية الصيفية، بدءا من العام 1996، وكذلك ثلاثة من بطولات العالم.

## سجل المنافسة
| العام                     | المسابقة                                      | المكان                         | المركز                    | حدث                       | ملاحظة                    |
| Representing جزر المالديف | Representing جزر المالديف                     | Representing جزر المالديف      | Representing جزر المالديف | Representing جزر المالديف | Representing جزر المالديف |
| ------------------------- | --------------------------------------------- | ------------------------------ | ------------------------- | ------------------------- | ------------------------- |
| 1993                      | بطولة العالم لألعاب القوى 1993                | شتوتغارت                       | 40 (h)                    | 800 m                     | 2:02.70                   |
| 1993                      | بطولة العالم لألعاب القوى 1993                | شتوتغارت                       | 44 (h)                    | 1500 m                    | 4:12.11                   |
| 1994                      | Commonwealth Games                            | فيكتوريا (كولومبيا البريطانية) | 27 (h)                    | 1500 m                    | 4:10.66                   |
| 1994                      | Commonwealth Games                            | فيكتوريا (كولومبيا البريطانية) | 21 (h)                    | 5000 m                    | 15:53.97                  |
| 1995                      | Universiade                                   | فوكوكا (فوكوكا)                | 47 (h)                    | 400 m                     | 51.15                     |
| 1995                      | Universiade                                   | فوكوكا (فوكوكا)                | 39 (h)                    | 800 m                     | 1:58.32                   |
| 1995                      | Universiade                                   | فوكوكا (فوكوكا)                | 37 (h)                    | 1500 m                    | 4:07.83                   |
| 1996                      | ألعاب القوى في الألعاب الأولمبية الصيفية 1996 | أتلانتا (جورجيا)               | 54 (h)                    | 800 m                     | 1:58.70                   |
| 1996                      | ألعاب القوى في الألعاب الأولمبية الصيفية 1996 | أتلانتا (جورجيا)               | 32 (h)                    | 4 × 400 m relay           | 3:24.88                   |
| 1998                      | Commonwealth Games                            | كوالالمبور                     | 40 (h)                    | 400 m                     | 50.54                     |
| 1998                      | Commonwealth Games                            | كوالالمبور                     | 15 (h)                    | 4 × 100 m relay           | 43.67                     |
| 1998                      | ألعاب قوى في دورة الألعاب الآسيوية 1998 ‏      | بانكوك                         | 18 (h)                    | 800 m                     | 1:55.31                   |
| 1999                      | بطولة العالم لألعاب القوى داخل الصالات 1999   | مايه-باشي                      | 26 (h)                    | 800 m                     | 1:58.17                   |
| 1999                      | بطولة العالم لألعاب القوى 1999                | إشبيلية                        | 53 (h)                    | 800 m                     | 1:56.67                   |
| 2000                      | بطولة آسيا لألعاب القوى 2000                  | جاكرتا                         | 17 (h)                    | 800 m                     | 1:56.09                   |
| 2000                      | ألعاب القوى في الألعاب الأولمبية الصيفية 2000 | سيدني                          | 58 (h)                    | 800 m                     | 1:56.67                   |
| 2001                      | بطولة العالم لألعاب القوى 2001                | إدمونتون                       | 36 (h)                    | 800 m                     | 2:00.19                   |
| 2003                      | بطولة العالم لنصف الماراثون 2003 ‏             | Vilamoura, Portugal            | 85                        | Half marathon             | 1:21:55                   |

## أفضل النتائج الشخصية
في الأماكن المفتوحة
- 800 متر – 1:53.08 (كاتماندو 1999) NR
- 1500 متر – 3:57.54 (1993)
- نصف الماراثون – 1:21:55 (فيلامورا 2003) NR

في الأماكن المغلقة
- 800 متر – 1:58.17 (مايه-باشي 1999) NR

## روابط خارجية
- نصير إسماعيل على موقع الاتحاد الدولي لألعاب القوى (الإنجليزية)
- نصير إسماعيل على موقع أوليمبيديا (الإنجليزية)
- نصير إسماعيل على موقع اتحاد ألعاب الكومنولث (مؤرشف) (الإنجليزية)